# Messier 10
Messier 10 (M10, NGC 6254) este un roi globular situat în constelația Ofiucus, descoperit de astronomul francez Charles Messier, în 1764, care l-a integrat în catalogul său. A fost rezolvat în stele de către William Herschel.

## Caracteristici
Roiul este unul dintre cele mai apropiate de Sistemul Solar, la doar 14.300 de  ani-lumină. În pofida unui diametru modest, de doar 60 de ani-lumină, diametrul său aparent este destul de mare și este echivalent cu jumătate din diametrul aparent al Lunii pline. Roiul este foarte sărac în stele variabile: nu conține decât 3. Stelele cele mai strălucitoare ale roiului au o magnitudine aparentă de 13.

## Observare
Prin magnitudinea sa de 6,6, roiul este vizibil, cu ușurință, cu un binoclu, sub forma unei pete lăptoase. Păstrează același aspect fiind observat cu ajutorul unei lunete având obiectivul cu diametrul de 60 mm. Începând cu un instrument cu diametrul de 120 mm, roiul începe să fie rezolvat în stele, iar aspectul este, în acest caz,
granulos. Un telescop având obiectivul cu diametrul de 200 mm permite o vedere frumoasă a roiului.